# Floscularia noodti
Floscularia noodti är en hjuldjursart som beskrevs av Koste 1972. Floscularia noodti ingår i släktet Floscularia och familjen Flosculariidae. Inga underarter finns listade i Catalogue of Life.